# Мацеевский, Павел Адольфович
Павел Адольфович Мацеевский (1862—1914) — полковник, герой Первой мировой войны.

## Биография
Родился 7 апреля 1862 года. Образование получил в Псковской военной прогимназии, после чего 13 августа 1878 года был зачислен в Виленское пехотное юнкерское училище. Выпущен 16 марта 1882 года прапорщиком в 104-й пехотный Устюжский полк, в котором прошла вся его военная служба.
30 августа 1884 года произведён в подпоручики, 30 августа 1888 года — в поручики, 6 мая 1900 года — в штабс-капитаны, 6 мая 1901 года — в капитаны, 26 февраля 1910 года — в подполковники и в феврале 1914 года — в полковники. В конце 1890-х годов прошёл курс в Офицерской стрелковой школе. В Устюжском полку командовал ротой и батальоном.
После начала Первой мировой войны Мацеевский сражался с немцами на Западном фронте, командовал Устюжским полком, принимал участие в Восточно-Прусской операции. Погиб в бою 6 декабря 1914 года.
Высочайшим приказом от 7 апреля 1915 года он посмертно был награждён орденом св. Георгия 4-й степени
За то, что в бою 2 ноября 1914 г. у п. Кросневице, когда противник произвёл глубокий охват позиций наших пехотных частей, со своим батальоном перешёл в решительное наступление и не только приостановил атаки противника, но и заставил его отступить; 13 ноября 1914 г., при атаке укреплённой д. Дмосин, командуя левым боевым участком, перешёл р. Мрогу вброд, стремительно атаковал окопы противника и занял деревню, после чего преследовал противника более двух вёрст; 16 ноября 1914 г., занимая позицию у пос. Гловно и командуя левым боевым участком дивизии, упорно оборонял свой участок, отразив более 7 яростных атак, из них две особенно решительных — всеми силами противника, и не уступил своей позиции.
Среди прочих наград Мацеевский имел ордена св. Станислава 2-й степени (1909 год) и св. Анны 2-й степени (1912 год).
Его брат Адам (1858—1915) был генерал-майором и также погиб в Первой мировой войне.